# Phantom Corsair
Phantom Corsair — прототип автомобиля, построенный в 1938 году. Это шестиместное купе, которое было разработано Растом Хайнцем (Rust Heinz) из семьи Хайнц и Морисом Шварцем из кузовостроительной компании Bohman & Schwartz в городе Пасадина, штат Калифорния. Хотя иногда проект считают провальным, потому что он так и не был запущен в производство, Corsair опередил своё время благодаря футуристическому дизайну, конструкции и особенностям, таким как закрытые обтекаемые крылья и низкий профиль кузова.

## Дизайн
Кузов Phantom Corsair, изготовленный из стали и алюминия, был всего лишь 140 см в высоту. Передние крылья, полностью прикрывавшие колеса, составляющие единое целое с кузовом и не имевшие подножек, были весьма прогрессивным решением в те времена. У автомобиля также не было дверных ручек, сами двери открывались при помощи электрических кнопок, расположенных снаружи на кузове и на приборной панели. Приборная панель имела компас и высотомер, отдельная консоль над ветровым стеклом имела индикацию открытия дверей, включения света и радио. Кузов Corsair был поставлен на «самое передовое шасси, доступное в Соединенных Штатах» того времени, от Cord 810. Автомобиль имел передний привод, двигатель Lycoming 80º V8 и электрически-управляемую четырёхступенчатую автоматическую коробку передач, а также полностью независимую подвеску и регулируемые амортизаторы. Хотя функционал шасси Cord 810 был сохранен на Phantom Corsair, шасси было изменено, для того, чтобы срастить его с большим кузовом. Кузов имел впечатляющие 6000 мм в длину и 1940 мм в ширину, чего достаточно для размещения четырех человек в первом ряду, в том числе одного сидящего слева от водителя. Задние сиденья, однако, могли вмещать только двух пассажиров, в значительной степени из-за пространственных ограничений, связанных с наличием бортового шкафчика для напитков. Несмотря на то что вес автомобиля составлял 2100 кг, Phantom Corsair мог достичь скорости 115 миль/ч (185 км/ч), так как имел модифицированный атмосферный двигатель Lycoming, развивающий 190 л. с., а также благодаря своим аэродинамическим формам.

## Производство
Раст Хейнц планировал запустить Phantom Corsair в мелкосерийное производство, цена планировалась на уровне 12,500$. Постройка первого автомобиля в 1938 году обошлась в 24000$ (что эквивалентно примерно 370 000$ в 2010 году). Однако смерть Хайнца в автомобильной аварии в июле 1939 года разрушила эти планы, в результате чего прототип Corsair остался единственным построенным автомобилем.
Phantom Corsair в настоящее время находится в Национальном автомобильном музее (известном также как коллекция Harrah) в городе Рино, штат Невада.

## В играх и кино
- Автомобиль был показан под названием «Летучий Вомбат» в фильме Дэвида Селзника The Young in Heart (1938), в котором снимались Джанет Гейнор, Дуглас Фербенкс-младший, Полетт Годдар и Билли Берк.
- Corsair был показан в короткометражке «Популярная Наука» в 1938 году.
- Автомобиль под вымышленным названием «Manta Prototype» является одним из редких автомобилей, которые становятся доступны по мере прохождения «Большой Прогулки» в видеоигре Mafia: The City of Lost Heaven 2002 года и «Прогулки» в ремейке Mafia: Definitive Edition 2020 года.
- Corsair является одним из 15 редких автомобилей в видеоигре L.A. Noire 2011 года.

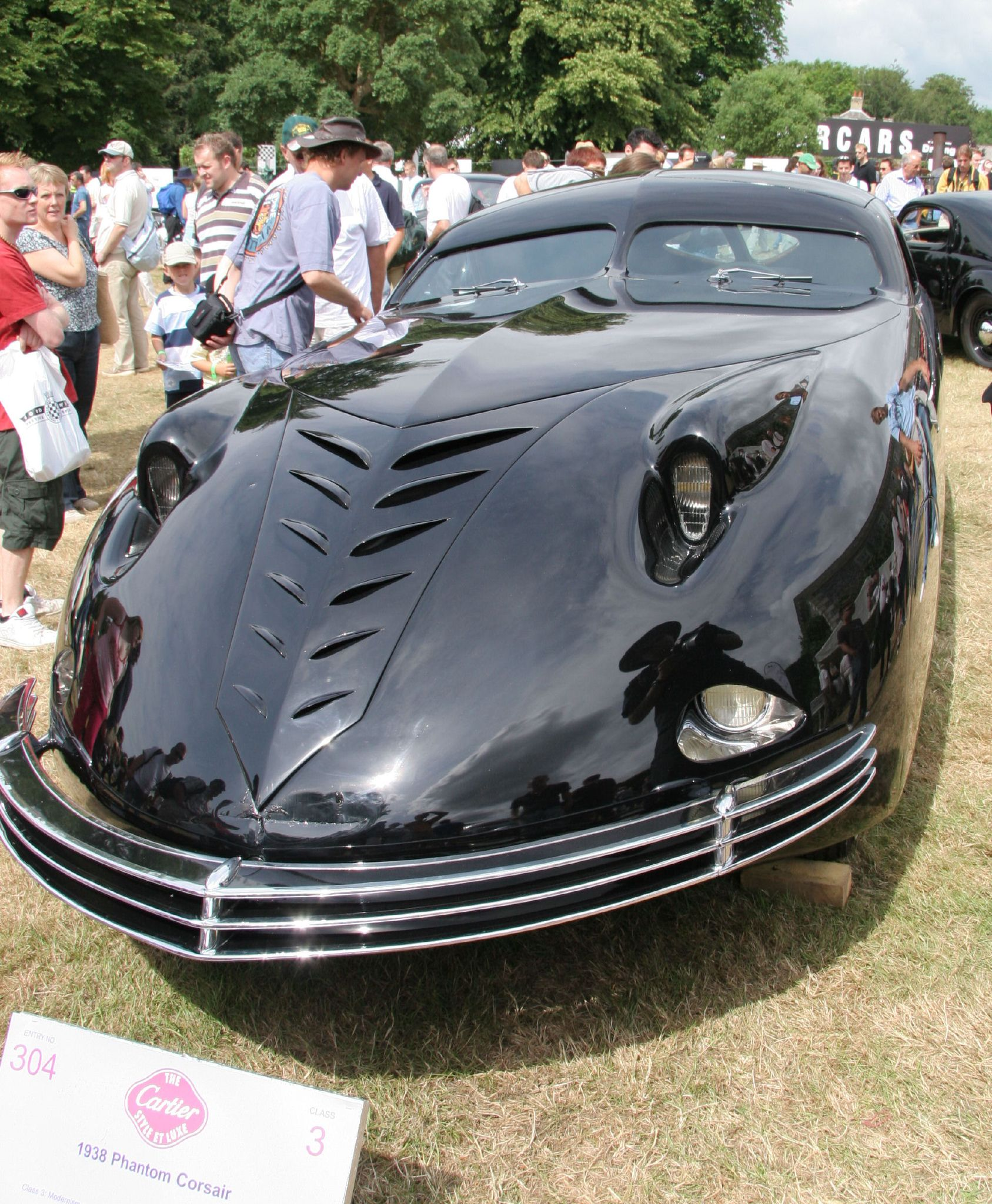
Вид спереди, на Goodwood Festival of Speed -2006.
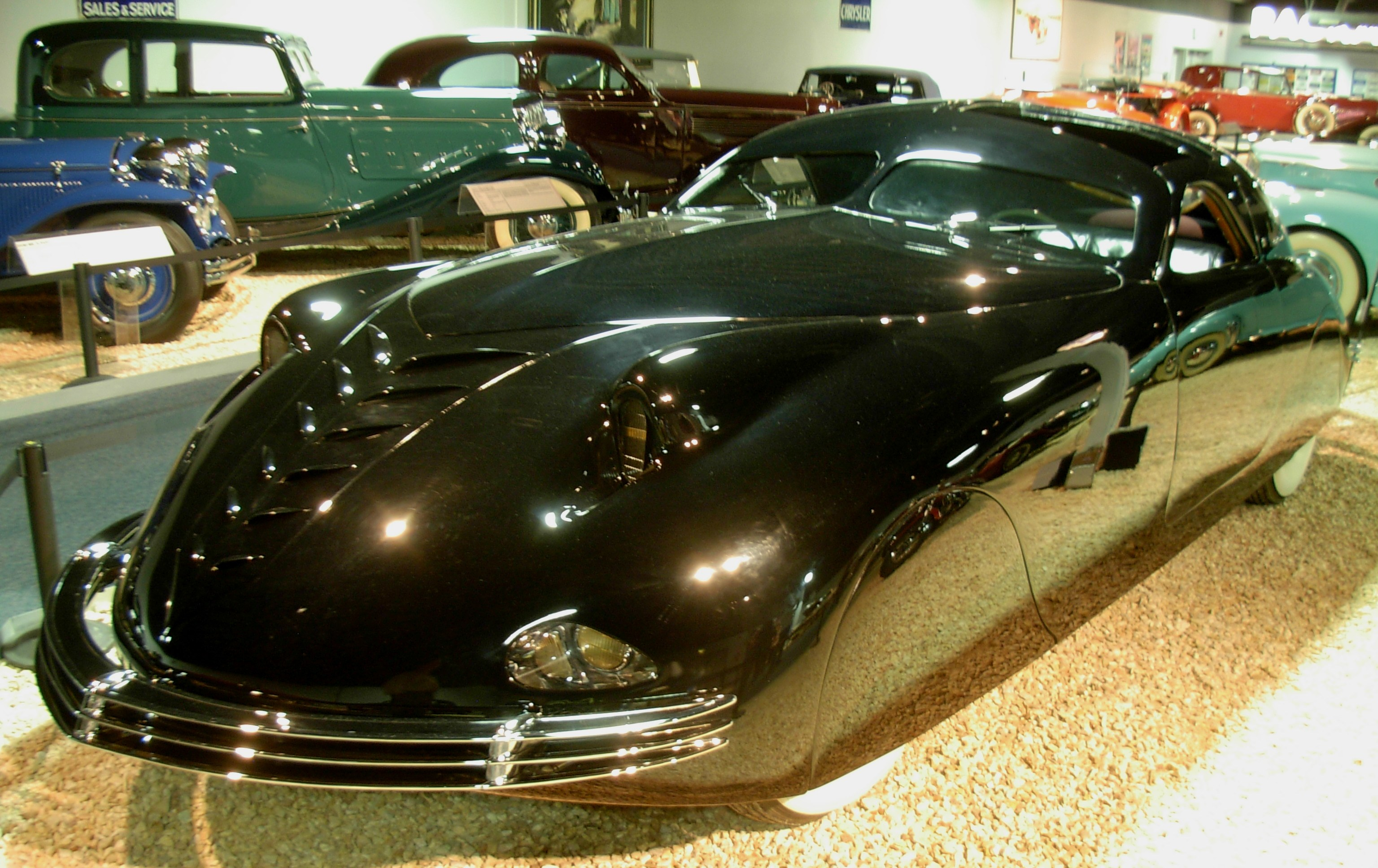
Вид сбоку, в музее.
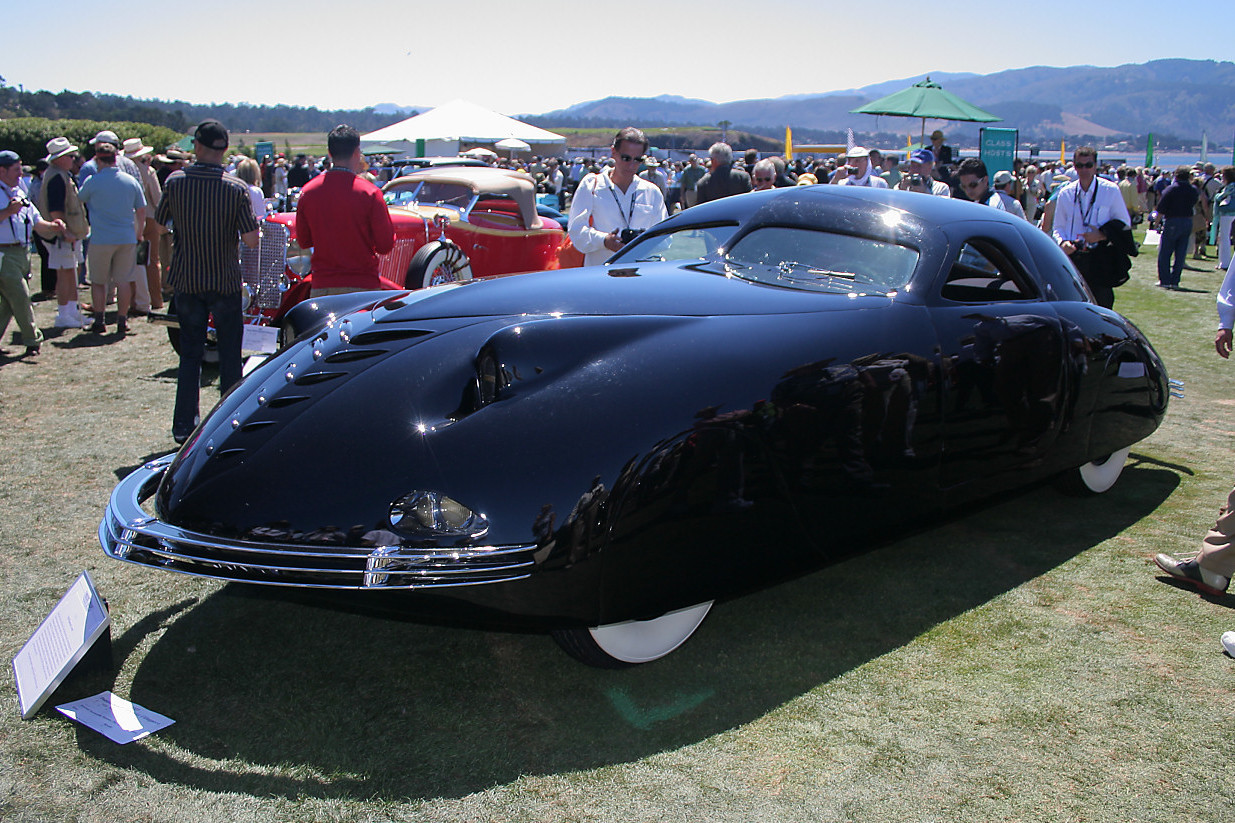
Вид сбоку, на Pebble Beach Concours d'Elegance -2007.
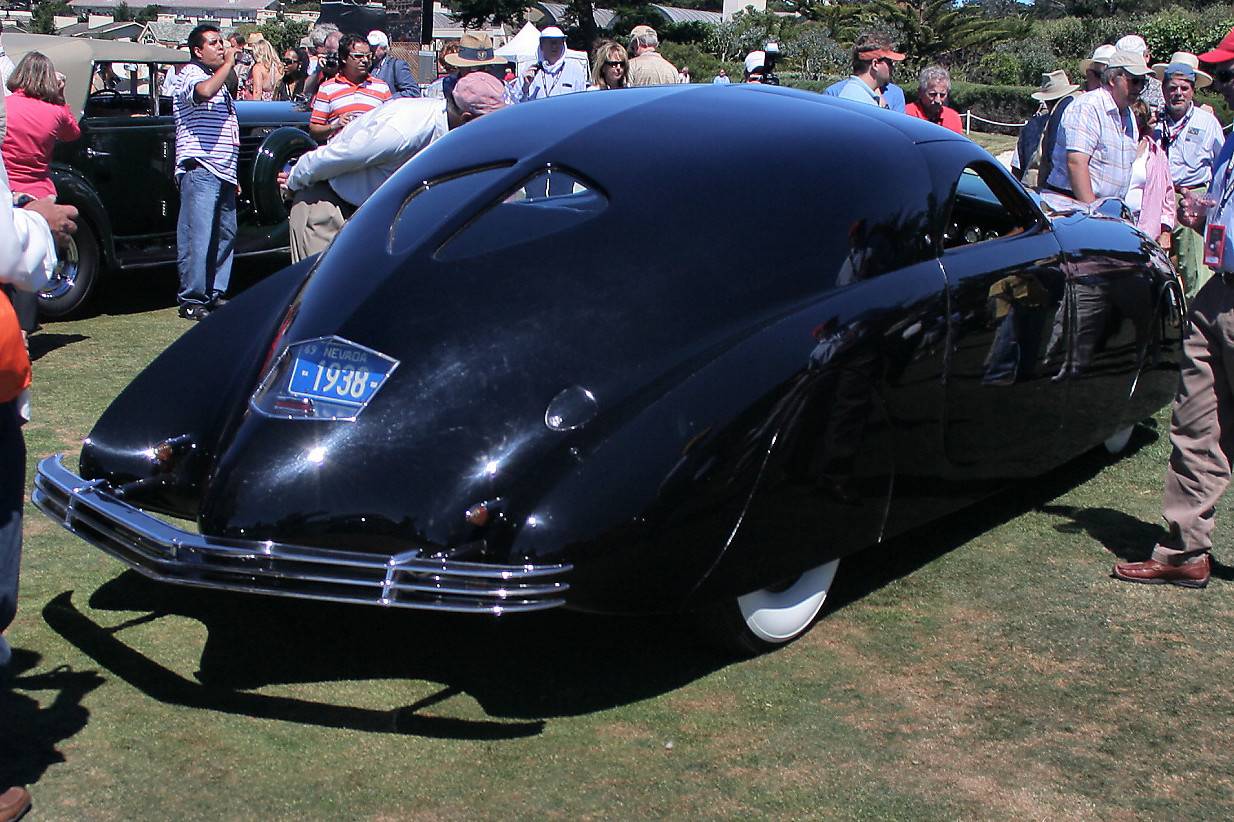
Вид сзади на, Pebble Beach Concours d'Elegance-2007.